# Liste der Naturdenkmale in Schauenburg
Die Liste der Naturdenkmale in Schauenburg nennt die auf dem Gebiet der Gemeinde Schauenburg im Landkreis Kassel in Hessen gelegenen Naturdenkmale. Dies sind gegenwärtig 6 Bäume sowie 2 Flächenhafte Naturdenkmale, darunter der „Martinstein“ in Martinhagen.

## Bäume
| Bild                          | Bezeichnung                           | Ortsteil, Lage                                           | Beschreibung | Art                        | Nr.      |
| ----------------------------- | ------------------------------------- | -------------------------------------------------------- | --- | -------------------------- | -------- |
| mehr Fotos \| Fotos hochladen | 1 Eiche „Erinnerungseiche an 1870/71“ | Breitenbach 51° 16′ 52,1″ N, 9° 18′ 32,5″ O              | Stieleiche am westlichen Ortsrand von Breitenbach, der Kreuzung von „Hauptstraße“ und der Straße „Im Grund“. Der Baum steht auf einem schmalen Grünstreifen am Bachlauf der Ems, die hier den Charakter eines Entwässerungskanals hat. Direkt westlich des Baumstandortes liegt der Friedhof bzw. sein asphaltierter Parkplatz. Der Baum wurde zur Erinnerung an den Deutsch-Französischen Krieg von 1870 bis 1871 gepflanzt. Unmittelbar vor der Gedenkeiche steht eine steinerne Stele mit der Inschrift: „Zur Erinnerung an den glorreichen Feldzug 1870-71 Gewidmet den Veteranen von der Gemeinde Breitenbach 1895“. Stammumfang: 3,65 m Höhe: 25 m Pflanzjahr: ca. 1875 OSM-Link zur Kartendarstellung: Erinnerungseiche an 1870/71 in Breitenbach                                                                     | Quercus robur              | 6.33.701 |
| mehr Fotos \| Fotos hochladen | 1 Pyramideneiche                      | Breitenbach 51° 16′ 51,1″ N, 9° 19′ 13,1″ O              | Pyramideneiche östlich von Breitenbach, im Garten des Emserhofes. Der Standort ist nicht öffentlich zugänglich. Stammumfang: 3,45 m Höhe: 28 m Pflanzjahr: ca. 1875 OSM-Link zur Kartendarstellung: Pyramideneiche am Emserhof in Breitenbach | Quercus robur 'Fastigiata' | 6.33.702 |
| mehr Fotos \| Fotos hochladen | 1 Linde                               | Elmshagen 51° 15′ 42,4″ N, 9° 18′ 45,3″ O                | Sommerlinde am westlichen Ortsrand von Elmshagen. Der Baum steht auf einem Privatgrundstück südlich der Falkensteinstraße, gegenüber dem Gutshof. Stammumfang: 4,70 m Höhe: 23 m Pflanzjahr: ca. 1855 OSM-Link zur Kartendarstellung: Linde in Elmshagen | Tilia platyphyllos         | 6.33.703 |
| mehr Fotos \| Fotos hochladen | 1 Rosskastanie                        | Hoof, Korbacher Str. 312 51° 16′ 59,1″ N, 9° 20′ 39,4″ O | Rosskastanie im Garten des Grundstückes Korbacher Straße 312, in der Ortsmitte von Hoof. Auf dem Privatgrundstück stehen in unmittelbarer Nähe zur Kastanie auch 2 beeindruckende Eichen. Stammumfang: 3,50 m Höhe: 27 m Pflanzjahr: ca. 1885 OSM-Link zur Kartendarstellung: Rosskastanie in Hoof | Aesculus hippocastanum     | 6.33.705 |
| mehr Fotos \| Fotos hochladen | 1 Linde                               | Hoof 51° 17′ 0,2″ N, 9° 20′ 28,2″ O                      | Sommerlinde vor der Kirche in Hoof. Östlich des Baumes erhebt sich das Gebäude der Kirche, der Baum selbst steht am Rande einer öden, asphaltierten Fläche, dem Parkplatz der Kirchengemeinde. Am Baumstamm wurden Maßnahmen vorgenommen: zwei Hohlstellen, die größere hat eine Fläche von etwa 1 m², wurden mit Ziegelsteinen ausgemauert(!), das Mauerwerk wurde dann außenseitig auch verputzt. Die Linde vor der Kirche in Hoof gehört zu den Bäumen, bei denen das Alter nicht nur geschätzt, sondern wissenschaftlich bestimmt wurde (vgl. Liste der Naturdenkmale im Landkreis Kassel#Altersbestimmte Bäume). Bei einer Untersuchung im Jahr 2005 wurde ein Alter von etwa 300 Jahren festgestellt. Stammumfang: 6,55 m Höhe: 16 m Pflanzjahr: ca. 1705 OSM-Link zur Kartendarstellung: Linde vor der Kirche in Hoof | Tilia platyphyllos         | 6.33.706 |
| mehr Fotos \| Fotos hochladen | 1 Rosskastanie                        | Martinhagen 51° 16′ 49,9″ N, 9° 16′ 54,1″ O              | Rosskastanie ca. 400 m südlich des Ortsrandes von Martinhagen. Der Baum steht auf einer Wiese neben einem Wirtschaftsweg. Stammumfang: 3,25 m Höhe: 13 m Pflanzjahr: ca. 1905 OSM-Link zur Kartendarstellung: Rosskastanie bei Martinhagen | Aesculus hippocastanum     | 6.33.709 |

## Flächenhafte Naturdenkmale
| Bild           | Bezeichnung | Ortsteil, Lage                              | Beschreibung | Nr.      |
| -------------- | ----------- | ------------------------------------------- | --- | -------- |
| weitere Bilder | Steinberg   | Elmshagen 51° 15′ 8,5″ N, 9° 19′ 7,1″ O     | Basaltkegel mit offener Basalt-Blockhalde und Edellaubholz-Wald südlich von Elmshagen. Die Kuppe des kleinen Berges ist nicht durch Wege erschlossen. Fläche: ca. 1,5 ha OSM-Link zur Kartendarstellung: „Steinberg“ bei Elmshagen                                                                | 6.33.704 |
| weitere Bilder | Martinstein | Martinhagen 51° 17′ 17,4″ N, 9° 17′ 14,5″ O | Basalt-Felsen in der Ortsmitte von Martinhagen, direkt neben der Kirche. Der Felsen ist von der historischen Bebauung vollständig eingeschlossen, die Gebäude und ihre Gärten grenzen direkt an das Naturdenkmal. Fläche: ca. 700 m² OSM-Link zur Kartendarstellung: „Martinstein“ in Martinhagen | 6.33.708 |

## Belege
1. ↑  Nach dem amtlichen Kataster der Unteren Naturschutzbehörde des Landkreises Kassel und vor Ort Recherche 2016 - Juni 2017.
2. ↑  Messung 2020-11-22 in h=1,30 m
3. 1 2 3 4  Angaben zu Stammumfang (sofern keine eigene Messung), Größe und Pflanzjahr nach Rüdiger Germeroth, Horst Koenies, Reiner Kunz: Natürliches Kulturgut - Vergangenheit und Zukunft der Naturdenkmale im Landkreis Kassel, Herausgeber: Kreisausschuss des Landkreises Kassel, Untere Naturschutzbehörde, Wolfhagen, 2005, Anhang "Bäume" S. 186 ff. Das Pflanzjahr wurde über das dort geschätzte Alter und das Erscheinungsjahr (2005) der Publikation zurückgerechnet.
4. ↑  Messung 2020-11-22 in h=1,30 m
5. 1 2  
Schauenburg. In: Auflistung der Einzelobjekte (Bäume und Baumgruppen), Stand 07.09.2007; Yumpu.com, Online pdf-Dokument. Archiviert vom Original (nicht mehr online verfügbar) am 26. Juni 2016; abgerufen am 24. Juni 2016.  Info: Der Archivlink wurde automatisch eingesetzt und noch nicht geprüft. Bitte prüfe Original- und Archivlink gemäß Anleitung und entferne dann diesen Hinweis.
6. ↑  Messung 2020-11-22 in h=1,30 m
7. ↑  Messung 2020-12-04 in h=1,00 m
8. 1 2  Angaben nach Rüdiger Germeroth, Horst Koenies, Reiner Kunz: Natürliches Kulturgut - Vergangenheit und Zukunft der Naturdenkmale im Landkreis Kassel, Herausgeber: Kreisausschuss des Landkreises Kassel, Untere Naturschutzbehörde, Wolfhagen, 2005, Anhang "Flächenhafte Naturdenkmale" S. 162 ff.

- Karte mit allen Koordinaten:
- OSM |
- WikiMap